# Muhammadu Buhari
Muhammadu Buhari   (Daura, 17 de desembre de 1942 - Londres, 13 de juliol de 2025) fou un general i home d'Estat nigerià. musulmà sunnita, president de Nigèria en dues ocasions (1983-1985 i des de 2015). Després del cop d'Estat de desembre 1983, va estr al capdavant de Nigèria del 31 de desembre de 1983 al 27 d'agost de 1985. Fou igualment candidat a les eleccions presidencials del 19 d'abril de 2003, del 21 d'abril de 2007 i del 16 d'abril de 2011. El desembre 2014, es va presentar com a candidat del Congrés de Tots els Progressistes (APC) per a l'elecció presidencial del 28 de març de 2015. Assolí l'elecció el 28 de març de 2015 enfront al president sortint Goodluck Jonathan amb el 53,9% dels vots. Muhammadu Buhari esdevingué president de la República federal del Nigèria després de la seva investidura el 29 de maig de 2015.

## Biografia
Procedent de Daura, Muhammadu Buhari és musulmà sunnita. Últim nascut d'una família peul (fulani) de 23 fills, fou criat per la seva mare en haver mort el seu pare quan tenia entre 3 i 4 anys.
En 1971, es va casar amb Safinatu Yusuf, amb la qual té cinc fills i de la que es va divorciar el 1988.
El desembre de 1989, Buhari es va casar en segones noces amb Aisha Halilu, amb qui va tenir cinc altres fills.

## Carrera militar
Muhammadu Buhari va entrar a l'exèrcit nigerià l'any 1961 després d'haver estudiat a l'escola militar de Kaduna. De 1962 a 1963, segueix una formació d'alumne-oficial a Anglaterra abans de ser nomenat el gener 1963 subtinent, manant llavors un escamot del segon batalló d'infanteria a Abeokuta, a Nigèria. De novembre de 1963 a gener de 1964, segueix una nova formació militar al Regne Unit. Serveix finalment en diferents cossos d'exèrcit:
- Comandant del segon batalló d'infanteria (1965-1967)
- Major de brigada, segon sector, 1a divisió d'infanteria (abril 1967 - juliol 1967)
- Major de brigada, 3a divisió d'infanteria (juliol 1967 - octubre 1968)
- Comandant de la 31è brigada d'infanteria (1970 - 1971)
- Ajudant general adjunt, 1a divisió d'infanteria (1971 - 1972)
- Director interí dels transports i de l'aprovisionament de l'exèrcit nigerià (1974 - 1975)
- Secretari militar, Quarter General de l'exèrcit, i membre del Consell Militar Suprem (1978 - 1979)
- Coronel (1979 - 1980)
- Oficial general comandant, 4a divisió d'infanteria (agost 1980 - gener 1981)
- Oficial general manant la 2a divisió d'infanteria mecanitzada (gener 1981 - octubre 1981)
- Oficial general comandant de la 3a divisió armada (octubre 1981 - desembre 1983)

## Carrera política

### Cop d'Estat de juliol 1966
El juliol de 1966, Muhammadu Buhari participa en un cop d'Estat dirigit pel tinent-coronel Murtala Muhammed que va enderrocar i assassinar al President militar del país, Aguiyi Ironsi. El cop d'Estat és considerat com sagnant, i va portar a la mort a la majoria dels oficials igbos.

### Governador de l'Estat Nord-oriental
L'agost de 1975, quan el general Murtala Mohammed acabava de prendre el poder, va nomenar a Buhari governador de l'Estat Nord-oriental, amb la finalitat que supervisés les millores socials, econòmiques i polítiques de la zona.

### Ministre del Petroli i dels Recursos naturals
El març de 1976, el nou dirigent de Nigèria, el general Olusegun Obasanjo, nomena Muhammadu Buhari ministre del Petroli i dels Recursos naturals. El mateix any es va crear la Nigerian Nacional Petroleum Corporation (NNPC) que Buhari dirigeix igualment fins al 1978. Durant el seu mandat de ministre, 2,8 mil milions de dòlars haurien desaparegut de comptes de la NNPC. Mentre que l'antic president, Ibrahim Babangida, acusa Buhari de ser responsable d'aquest frau, l'administració Shagari inaugura un tribunal especialitzat en les vendes de petroli brut. Aquest investiga sobre aquest desviament de fons i declara no poder confirmar les acusacions, encara que hagi observat algunes discrepàncies en els comptes de la NNPC.

### Cop d'Estat de desembre 1983
El desembre de 1983, Muhammadu Buhari, quan està d'oficia general en comandament (OGC) de la 3a divisió blindada de Jos, dirigeix un cop d'Estat del qual l'objectiu és enderrocar al president democràticament elegit, Shehu Shagari. Aquest cop d'Estat posa final a la Segona República de Nigèria, posada en marxa poc de temps abans, el 1979. Muhammadu Buhari, que prendrà el poder en el país a causa d'aquest cop, justifica els fets fustigant el govern civil "corrupte". La seva primera mesura serà de suspendre la Constitució de 1979.

## President del Consell militar suprem de la República federal del Nigèria

### Política econòmica
Desitjant reformar l'economia, Buhari decideix de reconstruir els sistemes sociopolític i econòmic de Nigèria i de lluitar contra l'austeritat. Per això encoratja la industrialització per substituir les importacions; la industrialització estarà basada en gran part sobre la utilització de materials locals i el reforçament del desenvolupament nacional.
Centrarà igualment la seva política econòmica en el reequilibri de les finances públiques, però la limitació de les importacions tindrà finalment per conseqüència nombroses pèrdues de feines i la clausura d'empreses.
Buhari posa ràpidament un terme a les relacions del país amb el Fons Monetari internacional (FMI) que li demana de devaluar el naira un 60%, cosa que va refusar. Malgrat això, les reformes compromeses per Buhari foren tant, i fins i tot més rigoroses que les demanades pel FMI.
El 7 de maig de 1984, Buhari presenta el seu pressupost nacional, acompanyat d'una sèrie de mesures complementàries : 
- Prohibició temporal de reclutar treballadors en el sector públic
- Recuperació de les taxes d'interessos
- Parada dels projectes immobiliaris
- Prohibició d'endeutament pels governs dels Estats
- Reducció de 15% del pressupost pel que fa a 1983
- Realineaments dels drets d'importació
- Reducció del dèficit de la balança de pagament reduint les importacions
- Prioritat a la importació de matèries primeres i de material útil per l'agricultura i la indústria

Buhari és igualment conegut per la seva gestió de la crisi alimentària de 1984-1985, on, per raons populistes, expulsa el milió de nigerins vivint llavors a Nigèria, mentre que els recursos alimentaris al Niger eren encara més escassos que a Nigèria. La gran fam que va seguir és anomenada al Níger, país Haussa i país Kanuri (nord-est de Nigèria) "El-Buhari".

### Política exterior
El govern militar de Buhari més o menys va mantenir la mateixa línia política que Shehu Shagari en relació amb les relacions internacionals. El gener de 1984, en el seu discurs anual radiodifós, Buhari declarava que mantindria, fins i tot reforçaria, les relacions diplomàtiques amb organitzacions tals com la OUA, l'ONU, la OPEP o encara la CEDEAO. Indicava igualment que honrararia les obligacions convencionals contretes pels governs precedents.
El 1985, mentre que la criminalitat augmenta i que l'economia del país està a mig gas, el govern de Buhari obre les seves fronteres amb Benín, Níger, Txad i Camerun (tancades des d'abril de 1984) amb la finalitat d'accelerar l'expulsió de 700 000 estrangers i treballadors emigrants.

### L'escàndol de les 53 maletes
Mentre era cap de l'Estat, Buhari va estar implicat en un escàndol en relació amb la sort de 53 maletes, contenint pretesament 700 milions de dòlars que portava l'emir de Gwandu que van entrar al país sense passar duana i sense inspecció del vol de l'emir que procedia d'Aràbia Saudita.

### Drets de l'Home
En 20 mesos al capdavant de Nigèria, Muhammadu Buhari va adoptar un nombre de decrets, dels quals alguns constitueixen un atemptat contra els drets de l'Home. El seu règim és el blanc de nombroses crítiques en el món, a imatge de la peça de teatre escrita pel primer premi Nobel nigerià, Wole Soyinka, titulada Els Crims de Buhari que descriu un gran nombre de violacions portades a terme sota el seu règim militar.
A començament de 1984, pel Decret n°2 i per raons de seguretat d'Estat, el cap de gabinet de Buhari podria infligir fins a 3 mes de detenció, sense procés ni càrrecs, a qualsevol individu considerat com un risc per la seguretat del país. El Decret prohibia a més les manifestacions populars i donava poders sense precedent als serveis secrets nigerians. Aquests últims juguen un gran paper en la repressió de la dissidència pública acovardint, assetjant i empresonant cada persona que trenca la prohibició de manifestar-se o de fer vaga. L'octubre de 1984, més de 200 000 funcionaris foren així acomiadats. Nombrosos oponents polítics foren igualment tancats a la presó. Entre ells, un dels artistes els més populars del Nigèria, antic candidat a la presidencia: Fela Kuti. Fou arrestat per exportació il·legal de divises el 4 de setembre de 1984 a l'aeroport mentre que s'afanyava a marxar per una gira als Estats Units. Amnistia Internacional descriu les acusacions portades contra ell com "intempestives". Beneficiant d'un poder àmpliament estès pel Decret n°2, el Govern va condemnar a Fela Fika a deu anys de presó. Serà finalment alliberat l'any 1985 després de 18 mes d'empresonament, quan el govern de Buhari havia caigut.
Encara el 1984, adopta el Decret n°4 per la protecció contra les falses acusacions, considerat pels especialistes com la llei sobre la premsa més repressiva mai adoptada a Nigèria. L'article 1 de la llei estableix que "tota persona que publica, en qualsevol forma, un missatge, un rumor, un informe o una declaració […] no veridica sobre un punt important o que podria ridiculitzar o desacreditar l'Estat, és culpable d'una infracció en virtut del present decret". La llei declara que els periodistes i editors incriminats seran jutjats per un tribunal militar, del qual el judici és definitiu i sense apel·lació. Els culpables són subjectes a una multa d'un mínim de 10 000 nairas i una pena d'empresonament que pot anar fins a dos anys.
El decret n° 20 sobre el repostatge il·legal de les naus i el tràfic de drogues constitueix un exemple de la lluita severa de Buhari contra la criminalitat. L'article 3 (2) (K) estableix que "tota persona que, sense autorització, ven, fuma o inhala una droga com la cocaïna o tota altra droga similar, és culpable en virtut de l'article 6 (3) (K) d'infracció i incorre, si és declarat culpable, en la pena de mort per escamot d'execució". En el cas de Bernard Ogedengebe, el decret fou aplicat retroactivament i l'home fou executat, tot i que al moment de la seva detenció, havia estat jutjat i condemnat a 6 mes d'empresonament. L'abril de 1985, 6 altres nigerians foren condemnats a mort en virtut del mateix decret : Sidikatu Tairi, Sola Oguntayo, Oladele Omosebi, Lasunkanmi Awolola, Jimi Adebayo i Gladys Iyamah.
El 20 de març de 1984, Muhammadu Buhari desencadena una guerra contra la indisciplina coneguda avui sota l'acrònim WAI (War against indiscipline) amb la finalitat de lluitar contra la manca de moralitat pública i de responsabilitat civica de la societat nigeriana. Els nigerians considerats com indisciplinats havien de formar files d'espera davant de soldats equipats de fuets. Els funcionaris arribant amb retard al treball eren humiliats i forçats a fer salts de granota. Sempre en virtut de la lluita contra la indiscipline, tot estudiant major de més de 17 anys sorpresos en acció de copiar a un examen podia ser condemnat a 21 anys de presó. La falsificació i els incendis criminals eren castigats amb la pena de mort.
L'afer Umaru Dikko constitueix un altre episodi determinant de la presidència de Buhari. Umaru Dikko, antic ministre dels Transports sota la presidència de Shagari, va fugir del país després del cop d'Estat de 1983 i fou acusat d'haver desviat mil milions de dòlars de profits petroliers. Amb l'ajuda d'un agent del Mossad i de dos Israelians, els homes dels serveis secrets nigerians el van trobar a Londres on el van drogar i el van treure del país. El van tancar a continuació a l'interior d'una caixa etiquetada com una maleta diplomàtica amb la finalitat de portar-lo a Nigèria en un Boeing 707 de la Nigèria Airways buit. El complot fou finalment avortat per un oficial de duanes de l'aeroport de Londres-Stansted.
En vint mesos de presidència, aproximadament 500 homes polítics, funcionaris i homes d'afers foren empresonats i acusats de corrupció.

## Cop d'Estat de 1985 i enderrocament
L'agost de 1985, Muhammadu Buhari fou enderrocat per un cop d'Estat dirigit pel general Ibrahim Babangida i altres membres del Consell militar suprem. Entre els aliats de Babangida figurava el germà de Fela Kuti, Olukoye Ransome-Kuti, un metge que havia fet una vaga contra Buhari alguns mesos abans per protestar contra la baixa qualitat dels serveis de cures de salut. Després del cop d'Estat, Buhari fou tancat en una presó a Benin City fins al 1988.
Els partidaris de Buhari declaren que fou enderrocat per persones corruptes del seu govern que tenien por de ser portats davant la justícia quan la seva política començava a mostrar resultats en termes de disciplina pública, de lluita contra la corrupció, de reducció de la inflació i de productivitat. Ibrahim Babangida va justificar el seu cop d'Estat evocant el fracàs de Buhari en la resolució dels problemes econòmics del país i prometent "revitalitzar l'economia destrossada per decennis de mala gestió del govern i de corrupció".

## President del Petroleum Trust Fund
Muhammadu Buhari va ser president del Petroleum Trust Fund (PTF), un organisme creat pel govern del general Sani Abacha i finançat per les receptes del mercat petroler. Un informe de 1998 del New African saluda la transparència de la PTF sota la presidència de Buhari, però anota igualment que alguns critiquen la repartició dels recursos de la PTF dels quals el 20% van a l'exèrcit.

## Retorn a la política

### Elecció presidencial de 2003
El 19 d'abril de 2003, Muhammadu Buhari, després de presentar-se a l'elecció presidencial nigeriana com candidat del All Nigèria People's Party (Partit de Tots els Pobles de Nigèria ANPP), va perdre aquestes últimes enfront al candidat del Partit Democràtic Popular de Nigèria (PDP), Olusegun Obasanjo, amb més d'11 milions de vots de separació. Buhari contestarà els resultats.

### Elecció presidencial de 2007
El 18 de desembre de 2006, és de nou designat com candidat del ANPP per la propera elecció presidencial. El seu principal competidor segons els sondejos és el candidat del PDP, Umaru Yar'Adua, igualment procedent de Katsina. En el moment de l'elecció, 18% dels vots foren per Buhari contra 70% per Yar'Adua, però Buhari va contestar altre cop aquests resultats. Després de la presa de possessió de Yar'Adua, la ANPP es va unir al seu govern, acord que Buhari va denunciar.
El març de 2010, Muhammadu Buhari abandona l'ANPP pel Congrés de Tots els Progressista (APC), un partit que ha contribuït a fundar. Declara sostenir el APC, que és segons ell "una solució als conflictes debilitants, ètics i ideològics del (seu) antic partit, l'ANPP".

### Elecció presidencial de 2011
El 16 d'abril de 2011, Muhammadu Buhari és candidat de l'APC a la presidencial del Nigèria enfront a uns 20 altres candidats, entre els quals el candidat sortint Goodluck Jonathan del PDP, Mallam Nuhu Ribadu del Congrés d'Acció de Nigèria (ACN) i Ibrahim Shekarau de la ANPP. Orienta la seva campanya sobre la lluita contra la corrupció i es compromet contra la immunitat que protegeix els representants del govern. Es posiciona igualment en favor de l'aplicació de la xària en els estats del nord del Nigèria. Una posició que li causa dificultats polítiques entre els electors cristians del sud del país.
Els partidaris de Buhari ataquen colònies cristianes en el centre del país i aquestes eleccions són caracteritzades per la violència sectària generalitzada, que costa la vida a 800 persones a través del país. Muhammadu Buhari perd aquestes eleccions i afirma que l'escrutini ha estat manipulat. Mentre que Human Rights Watch les classifica "entre les més netes de la història del Nigèria", Buhari declara que "si el que ha passat l'any 2011 es produeix de nou l'any 2015, per la gràcia de Déu, el gos i el babuí seran tots remullats de sang".
Resta no obstant popular gràcies a la seva oposició marcada a la corrupció, però no assoleix més que un total d'aproximadament 12 milions de vots a l'elecció presidencial, acabant segon, al darrere de Goodluck Jonathan del PDP i els seus 22 milions de vots.

### Elecció presidencial de 2015
Per l'elecció presidencial de 2015, l'equip de campanya del president sortint, Goodluck Jonathan, demana la desqualificació de Muhammadu Buhari, afirmant que incompleix amb la constitució. Segons el document, per presentar-se a una elecció presidencial, el futur candidat ha de, com a mínim, haver obtingut el seu certificat d'estudis secundaris o un equivalent i Buhari no ha pas donat prova de l'obtenció d'aquest diploma afirmant haver-hi perdut els originals en el pillatge de casa seva en el moment de l'enderrocament del poder l'any 1985. Es presenta finalment a l'elecció presidencial, sempre com candidat del APC i orienta una altra vegada la seva campanya sobre la lluita contra la corrupció, construint-se una imatge d'home honest. Tanmateix ha declarat en una entrevista, que si surt elegit, donaria una amnistia als funcionaris empresonats per robatori si es penedien. El gener 2015, el grup d'insurgents MEND (Moviment per l'Emancipació del Delta del Niger) es posiciona en favor de la candidatura de Buhari en la carrera presidencial.
El 28 de març de 2015, fou elegit enfront del president sortint Goodluck Jonathan.

## Seguretat
En 2012, el nom de Buhari ha estat afegit a una llista constituïda per l'organització terrorista Boko Haram& desgranant les persones de confiança amb què és possible de negociar. Un any més tard, Muhammadu Buhari és l'autor d'una sèrie de declaracions litigioses en relació amb Boko Haram. Demana sobretot al govern federal d'aturar la massacre dels membres de l'organització terrorista i critica la prevalença de militants cristians en el sud del país. Declara que el «&responsable dels problemes de seguretat en el país& » és «& l'activitat militant del Delta del Niger& ». Posa igualment en causa el tractament especial concedit a aquests militants pel govern federal i deplora el fet que els membres de Boko Haram siguin massacrats. Les declaracions susciten nombroses reaccions, sobretot la del president de l'Associació cristiana del Nigèria, el pastor Ayo Oritsejafor, que demana la seva detenció.
En maig 2014, després del segregst de les noies estudiants de Chibok, Buhari denuncia tanmateix les accions de Boko Haram i demanda als nigerians de « deixar de costat la religió, la política i totes les altres divisions amb la finalitat d'aixafar la insurrecció, avivada per fanàtiques insensats disfressats de musulmans& ». Alguns mesos més tard, escapa a un atemptat amb bomba reivindicat per Boko Haram a Kaduna, que va fer 82 morts.

## Religió
En 2001, Muhammadu Buhari dona el seu suport a la posada en aplicació total de la xària al país, declarant : «continuaré mostrant el meu compromís total amb el fet que la xària abraci tota Nigèria (...) si Déu ho vol, no aturarem l'agitació per la posada en marxa total de la xària al país ».
El 4 de gener de 2015, es declara no obstant el que havia dit, en favor de la llibertat de religió, declarant que « la religió no ha de ser mai utilitzada com una excusa per dividir, oprimir els altres o obtenir avantatges injustes », afegint que tota la seva vida, ha « expressat la convicció que tots els Nigérians han d'adorar a Déu segons el seu desig ».
El 6 de gener de 2015, va recordar que no havia imposat mai la xària quan era al capdavant del país com a dictador.

## Distincions
Muhammadu Buhari ha rebut diversos premis i condecoracions : 
- Congo Medal (CM)
- Defense Service Medal (DSM)
- Forces Service Star (FSS)
- General Commander of the Federal Republic of Nigèria (GCFR)
- Loyal Service and Good Conduct Medal (LSGCM)
- Nacional Service Medal (NSM)